# When Saints Go Machine
Os When Saints Go Machine são uma banda dinamarquesa de electro-pop de Copenhage. O grupo é constituído por quatro elementos: Jonas Kenton (teclas e voz), Simon Muchinsky (teclas), Silas Moldenhawer (bateria) e Nikolaj Manuel Vonsild (voz).
O grupo foi formado em 2007 e estreou-se com o seu auto-intitulado EP em 2008. O seu álbum de estreia, "Ten Makes a Face" foi mais tarde lançado, em Maio de 2009. As musicais mais conhecidas são "You or The Gang", "Fail Forever" e "Kids on Vacation".
Em 2008 a banda participou no concurso "P3 Gold" do evento DR P3, e ganhou o título  "P3 Talent". Um ano depois, eles foram premiados com o titulo mais importante do evento, o "P3 Award", com um prémio de 100,000 Krones.
Em 2010 a banda uniu-se a editora alemã "K7 Records", o que permitiu lançamentos fora da Escandinávia.
Em maio de 2011, a banda lançou o seu segundo álbum de estúdio ”KonKylie”. O sucesso do lançamento deste segundo álbum teve como motivo inicial, o lançamento do single "kelly" que veio com faixas como "Church and law” e “Add Ends”. Este single foi muito bem recebido pelos críticos a nível nacional e internacional.
O ano de 2012 foi um ano de reconhecimento, com a banda a receber o prémio de melhor produtor no "Steppeulv Awards".

## Discografia

### Álbuns
| Ano  | Álbum            | Posições na tabela de vendas | Certificações |
| Ano  | Álbum            | DEN                          | Certificações |
| ---- | ---------------- | ---------------------------- | ------------- |
| 2008 | Ten Makes a Face | 34                           |               |
| 2011 | Konkylie         | 2                            |               |